# Antonia Gössinger
Antonia Gössinger (* 30. August 1958 in Sankt Veit an der Glan) ist eine österreichische Journalistin. Sie war vom 9. Jänner 2015 bis 31. Dezember 2020 Chefredakteurin der Kleinen Zeitung Kärnten.

## Leben
Antonia Gössinger wuchs in Liebenfels in einer FPÖ-nahen Familie auf, engagierte sich jedoch selbst schon früh in der ÖVP. Hieraus ergab sich eine Anstellung beim Parteiorgan Volkszeitung, durch das sie den Journalismus für sich entdeckte. Nach einem kurzen Intermezzo in Wien im Pressedienst des damaligen FPÖ-Obmanns Norbert Steger nahm sie ein Angebot der Kleinen Zeitung an.
Antonia Gössinger ist seit 1983 in der Redaktion der Kleinen Zeitung in Kärnten tätig. Seit Anfang der 1990er Jahre schreibt sie die Kolumne „Salz & Pfeffer“. Sie galt als „Lieblings-Feindin“ von Landeshauptmann Jörg Haider. Auf ihre kritische Berichterstattung als Politikredakteurin reagierte das BZÖ auf eine Art, die von Journalistenkollegen als Diffamierungskampagne bezeichnet wurde. Die Gewerkschaft der Journalisten erklärte sich mit Antonia Gössinger solidarisch. Diese Vorgänge waren Mediengegenstand in Österreich, und der Rechtsstreit darüber wurde vom Obersten Gerichtshof zugunsten des BZÖ entschieden.
Mit 1. Februar 2015 wurde sie Chefredakteurin der Kleinen Zeitung Kärnten in Nachfolge von Eva Weissenberger, welche als Chefredakteurin zu News wechselte. Zum Jahresende 2020 ging Gössinger in den Ruhestand, als Chefredakteur der Kleinen Zeitung Kärnten folgte ihr Wolfgang Fercher nach.  Im Februar 2023 wurde Gössinger als Ombudsfrau im österreichischen Presserat bestellt.

## Auszeichnungen
2006 wurde Gössinger mit dem Kurt-Vorhofer-Preis ausgezeichnet. Dabei wird sie für ihren „persönlichen Mut und eine Anhebung der politischen Kultur“ durch ihre „kritische Haltung zu Machthabern aller Art“ gewürdigt.
2009 erhielt sie den Concordiapreis in der Kategorie Pressefreiheit mit der Begründung: Gegen alle und zum Teil massiven Versuchen, sie einzuschüchtern hat Antonia Gössinger ihre journalistische Verantwortung unbeirrt wahrgenommen.
2021 wurde ihr das Große Ehrenzeichen des Landes Kärnten verliehen.